# Daniel-Theysohn-Stiftung

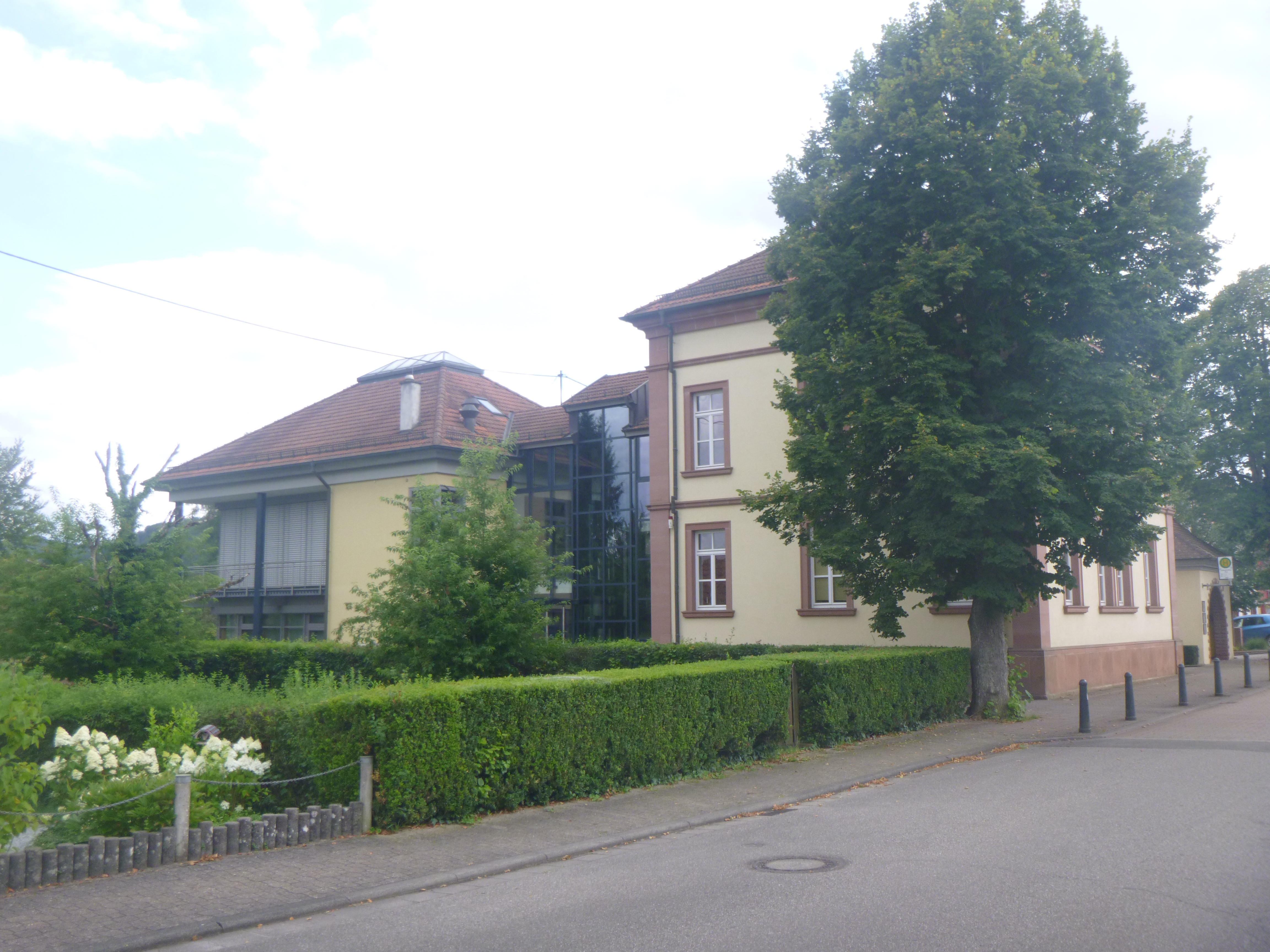
Sitz der Daniel-Theysohn-Stiftung in Ludwigswinkel

Die Daniel-Theysohn-Stiftung ist eine Stiftung, die 1970 vom Ehepaar Daniel und Ruth Theysohn gegründet wurde und die sich unter anderem um die Förderung von Jugendlichen kümmert. Sitz der Stiftung ist Ludwigswinkel.

## Geschichte
In der Region Pirmasens waren viele Jugendliche unmittelbar nach ihrer Zeit in der Volksschule gezwungen, aus finanziellen Gründen in der Region in Schuhfabriken zu arbeiten, anstatt weiterbildende Schulen besuchen zu können. Um dem entgegenzuwirken, beschloss der Unternehmer Daniel Theysohn zusammen mit seiner Frau am 22. Mai 1970 die nach ihm benannte Stiftung zu gründen, die er mit 250.000 DM ausstattete und die in Ludwigswinkel, wo das Ehepaar seinem Wohnsitz hatte, angesiedelt wurde. In den Folgejahren dehnte die Stiftung ihr Tätigkeitsgebiet auf die Bereiche Umweltschutz, Naturschutz, Tierschutz und Denkmalschutz auf. Da das Budget der Stiftung langfristig nicht ausreichte, um das Primärziel der Förderung Jugendlicher aufrechtzuerhalten, verfügte das Ehepaar Theysohn, dass seine Anteile an der Firma Tehalit nach ihrem Ableben der Stiftung zugutekommen sollen, was nach seinem Tod 1980 beziehungsweise ihrem 1997 geschah.

## Einzugsgebiet
Zum Tätigkeitsgebiet der Stiftung gehören in Bezug auf Jugendliche die Ortsgemeinden Ludwigswinkel, Fischbach bei Dahn, Waldfischbach-Burgalben, Heltersberg, Schmalenberg und Geiselberg, die restlichen Zwecke umfassen primär die gesamte Osthälfte des Landkreises Südwestpfalz.

## Tätigkeiten
Die Kirchhofsmauer in Knopp-Labach wurde 2015 unter anderem mit Unterstützung der Daniel-Theysohn-Stiftung renoviert. Die Instandsetzung der Burgruine Drachenfels erfolgte mit einem Beitrag der Daniel-Theysohn-Stiftung.